# Soplando vida
Soplando vida es el cuarto álbum de estudio del cantante mexicano de música cristiana, Jesús Adrián Romero. El primer sencillo a promocionar del disco es el tema «Brilla», el cual fue lanzado el 29 de febrero a los medios de formato digital. El 29 de mayo de 2012, fue lanzado al mercado en todos los formatos.
El álbum fue producido por Kiko Cibrián y fue grabado en diferentes estudios en ciudades como San Diego, Tornillo y Phoenix. Los cuatro sencillos del disco son «Brilla», «Soplando vida», «En la azotea» y «Te dejo ganar».

## Estilo
Este álbum presenta un estilo musical donde predomina el blues, fusionados con algunos ritmos contemporáneos. Además, cuenta con la participación del rapero Ray Alonso, la vocalista de la banda Fuego líquido: Rocío Cereceres en los duetos «¿Cómo te lo puedo decir?» y «Hasta acabar mi viaje», y la del productor del disco y también músico Kiko Cibrián.
Con respecto al trabajo discográfico de estudio anterior El brillo de mis ojos, representa un minúsculo cambio en los ritmos ya que casi todas las canciones conservan el estilo de Jesús Adrián Romero. El álbum incluye las canciones «Te dejo ganar», además de temas como «Sublime poesía», «Fue por mí» y «Vuelve a llorar».
El nombre del álbum deriva proviene del pasaje bíblico del profeta Ezequiel, capítulo 37 el cual, habla acerca del valle de los huesos secos.

## Lista de canciones
1. «No necesito mucho»
2. «Vengo a vender»
3. «Te dejo ganar»
4. «Sublime poesía»
5. «¿Cómo te lo puedo decir?» (con Ray Alonso)
6. «Brilla»
7. «Soplando vida»
8. «Hasta acabar mi viaje» (con Rocío Cereceres, de Fuego Líquido)
9. «En la azotea»
10. «Fue por mí»
11. «Vuelve a llamar»

## Charts
| País           | Lista            | Mejor posición |
| -------------- | ---------------- | -------------- |
| Estados Unidos | Christian Albums | 20             |
| Latinoamérica  | Latin Albums     | 8              |
| Latinoamérica  | Latin Pop Albums | 2              |

## Videos musicales y sencillos

### Soplando vida
Es el primer videoclip del álbum. La idea del video es presentada mediante una vivencia narrada de Jesús Adrián Romero mientras pasea por los pasillos de un estudio de grabación, esto bajo el mensaje de Ezequiel 37. Jesús Adrián Romero aparece como actor e intérprete de la canción.

### Te dejo ganar
El videoclip fue filmado en una carretera interestatal entre Nuevo México, Estados Unidos y Sonora, México. El concepto del video comienza con un viaje de Jesús Adrián Romero (narrado por él mismo) en medio de esta carretera donde observa las Montañas Chiricahua y denota un monumento denominado "Monumento a la Rendición" el cual fue erigido en honor a Gerónimo, el último jefe apache. Romero explica que el monumento era incoherente que fuese levantado en honor a la rendición pero luego da a comprender que, "la pelea contra Dios es la única que debes de perder, si realmente quieres ganar". El video es completado con imágenes del concierto "Soplando Vida" en Phoenix, donde Jesús Adrián Romero interpreta esta canción.

## DVD en vivo
Se confirmó la grabación de un DVD en vivo de Soplando Vida, con la participación de Ray Alonso y Rocío Cereceres en Phoenix Arizona, el 12 y 13 de junio de 2012.
El 7 de diciembre de 2012 se realizó el concierto Soplando Vida en el teatro Caupolicán, Santiago de Chile, ante un ferviente público y lleno total se grabó el concierto completo.